# Pic de Céciré
Le pic de Céciré est un sommet des Pyrénées françaises culminant à 2 403 mètres, situé sur la commune de Castillon-de-Larboust, dans le département de Haute-Garonne, en région Occitanie.

## Géographie

### Topographie
Le pic de Céciré surplombe la ville de Bagnères-de-Luchon dont il est distant de 6 km. Il est situé au nord d'une ligne de crête séparant la vallée du Lis à l'est du val d'Astau, parcouru par la neste d'Oô, à l'ouest. Son versant nord-est, le plus escarpé, domine un petit cirque d'où part le ruisseau de Rieumaynade.

## Histoire
Dès le début du XXe siècle, la station de Luchon-Superbagnères est construite sur son versant nord-est. En 1960 un nouveau télésiège étend le domaine skiable jusqu'aux abords du pic suivant le ruisseau de Rieumaynade.

## Voies d'accès
La création de la station de ski de Superbagnères, avec le chemin de fer à crémaillère puis la route et le télécabine, a grandement facilité l'accès au pic. L’ascension la plus aisée se fait au départ de la station en remontant la Coume de Bourg pour rejoindre la ligne de crête dans un col à 2 272 m au nord-ouest du pic. Cette partie de l'ascension fait partie du GR 10. Le dernier kilomètre jusqu'au pic se fait en suivant la ligne de crête.